# Mujaid Sadick
Mujaid Sadick Aliu (Logroño, 14 maart 2000) is een Spaans voetballer met Nigeriaanse en Ghanese roots die sinds 2021 uitkomt voor het Belgische KRC Genk. Sadick speelt als verdediger.

## Clubcarrière

### Deportivo La Coruña
Sadick werd geboren in Logroño. Hij genoot zijn jeugdopleiding bij Valvanera CD en Deportivo La Coruña. Op 22 oktober 2017 debuteerde hij in het B-elftal van de club: tijdens de competitiewedstrijd tegen CDA Navalcarnero mocht hij in de slotfase invallen voor Ismael Díaz. Op de voorlaatste speeldag van datzelfde seizoen 2017/18 mocht hij ook zijn officiële debuut maken in het eerste elftal: in de competitiewedstrijd tegen Villarreal CF (2-4-verlies) mocht hij van trainer Clarence Seedorf een kwartier voor tijd invallen voor Juanfran. Een week later kreeg hij een basisplaats in de competitiewedstrijd tegen Valencia CF, die Deportivo met 2-1 verloor. De club was vóór deze twee wedstrijden al zeker van degradatie naar de Segunda División A.
Pas in het seizoen 2019/20 kwam Sadick opnieuw aan spelen toe in het A-elftal van Deportivo. Op de derde speeldag kreeg hij van trainer Juan Antonio Anquela een basisplaats tegen Rayo Vallecano, daarna was het wachten op de vijftiende speeldag voor nieuwe speelminuten. Onder Anquela's opvolger Luis César Sampedro verdween hij daarna wel niet meer uit de basis: vanaf die vijftiende speeldag miste hij nog maar één competitiewedstrijd – de laatste wedstrijd van het kalenderjaar, tegen CD Tenerife. Op het einde van het seizoen degradeerde de club naar de Segunda División B.
Ook op het derde niveau bleef Sadick een vaste waarde. In de voorcompetitie, die Deportivo de kans bood om een gooi te kunnen doen naar promotie naar de Segunda División A, miste Sadick slechts een van de achttien wedstrijden wegens schorsing. Deportivo kwam hiervoor uiteindelijk één punt te kort. Een tweede competitie moest vervolgens uitmaken of Deportivo in de gloednieuwe Primera División RFEF (derde niveau) of Segunda División RFEF (vierde niveau) mocht aantreden. Doordat Deportivo tweede op zes clubs eindigde, vermeed de club een tweede degradatie op rij. Sadick speelde in deze competitie vijf van de zes wedstrijden, alleen in de slotwedstrijd tegen CD Numancia (1-0-verlies) was hij er niet bij. Deportivo was toen al zeker van lijfsbehoud.

### KRC Genk
In mei 2021 ondertekende Sadick een contract voor vier seizoenen bij KRC Genk, dat zo'n 1,7 miljoen euro voor hem betaalde. Ook Schalke 04 was geïnteresseerd in hem. Door de afwezigheid van Jhon Lucumí en Carlos Cuesta, die met Colombia deelnamen aan de Copa América, kreeg hij op 17 juli 2021 meteen een basisplaats in de Belgische Supercup tegen Club Brugge. Sadick speelde de volle 90 minuten in deze wedstrijd, die Genk met 3-2 verloor. Een week later startte hij evenwel ook in de eerste competitiewedstrijd tegen Standard Luik.

## Clubstatistieken
| Seizoen         | Club                  | Land            | Competitie         | Competitie | Competitie | Beker | Beker | Supercup | Supercup | Europees | Europees | Totaal | Totaal |
| Seizoen         | Club                  | Land            | Competitie         | Wed.       | Dlp.       | Wed.  | Dlp.  | Wed.     | Dlp.     | Wed.     | Dlp.     | Wed.   | Dlp.   |
| --------------- | --------------------- | --------------- | ------------------ | ---------- | ---------- | ----- | ----- | -------- | -------- | -------- | -------- | ------ | ------ |
| 2017/18         | Deportivo La Coruña B | Vlag van Spanje | Segunda División B | 3          | 0          | —     | —     | —        | —        | —        | —        | 3      | 0      |
| 2017/18         | Deportivo La Coruña   | Vlag van Spanje | Primera División   | 2          | 0          | 0     | 0     | —        | —        | —        | —        | 2      | 0      |
| 2018/19         | Deportivo La Coruña B | Vlag van Spanje | Segunda División B | 14         | 0          | —     | —     | —        | —        | —        | —        | 14     | 0      |
| 2018/19         | Deportivo La Coruña   | Vlag van Spanje | Segunda División A | 0          | 0          | 0     | 0     | —        | —        | —        | —        | 0      | 0      |
| 2019/20         | Deportivo La Coruña B | Vlag van Spanje | Tercera División   | 9          | 0          | —     | —     | —        | —        | —        | —        | 9      | 0      |
| 2019/20         | Deportivo La Coruña   | Vlag van Spanje | Segunda División A | 28         | 0          | 1     | 0     | —        | —        | —        | —        | 29     | 0      |
| 2020/21         | Deportivo La Coruña   | Vlag van Spanje | Segunda División B | 22         | 0          | 2     | 0     | —        | —        | —        | —        | 24     | 0      |
| 2021/22         | KRC Genk              | Vlag van België | Eerste Klasse A    | 25         | 2          | 1     | 0     | 1        | 0        | 6        | 0        | 33     | 2      |
| 2022/23         | KRC Genk              | Vlag van België | Eerste Klasse A    | 9          | 0          | 0     | 0     | —        | —        | —        | —        | 9      | 0      |
| 2023/24         | KRC Genk              | Vlag van België | Eerste Klasse A    | 27         | 0          | 1     | 0     | —        | —        | 6        | 0        | 34     | 0      |
| 2024/25         | KRC Genk              | Vlag van België | Eerste Klasse A    | 18         | 1          | 2     | 0     | —        | —        | —        | —        | 20     | 1      |
| Carrière totaal | Carrière totaal       | Carrière totaal | Carrière totaal    | 157        | 3          | 7     | 0     | 1        | 0        | 12       | 0        | 177    | 3      |

Bijgewerkt op 10 januari 2025.

## Interlandcarrière
Sadick nam met Spanje –18 deel aan de Middellandse Zeespelen 2018. Sadick kwam enkel in de tweede groepswedstrijd tegen Bosnië en Herzegovina aan spelen toe. Enkele bekende ploeggenoten waren Juan Miranda, Mateu Morey, Roberto López Alcaide, Oihan Sancet, Abel Ruiz, Hugo Guillamón en Pascu. Spanje won uiteindelijk het toernooi nadat het in de finale Italië versloeg.

## Erelijst
| Competitie             | Winnaar    | Winnaar    | Runner-up  | Runner-up  | Derde      | Derde      |
| Competitie             | Aantal     | Jaren      | Aantal     | Jaren      | Aantal     | Jaren      |
| Spanje U18             | Spanje U18 | Spanje U18 | Spanje U18 | Spanje U18 | Spanje U18 | Spanje U18 |
| ---------------------- | ---------- | ---------- | ---------- | ---------- | ---------- | ---------- |
| Middellandse Zeespelen |            |            |            |            | 1x         | 2018       |

1 Van Crombrugge ·
2 Pierre ·
3 Mujaid ·
6 Smets ·
7 Bonsu Baah ·
8 Heynen  ·
9 Oh ·
11 Oyen ·
14 Sor ·
15 Claes ·
17 Hrošovský ·
18 Kayembe ·
19 Medina ·
20 Karetsas ·
21 Bangoura ·
22 Manguelle ·
23 Steuckers ·
24 Sattlberger ·
27 Nkuba ·
32 Adedeji-Sternberg ·
34 Palacios ·
39 Penders ·
44 Kongolo ·
51 Brughmans ·
77 El Ouahdi ·
99 Tolu ·
Coach: Fink